# Liste der Kardinalskreierungen Innozenz’ XII.

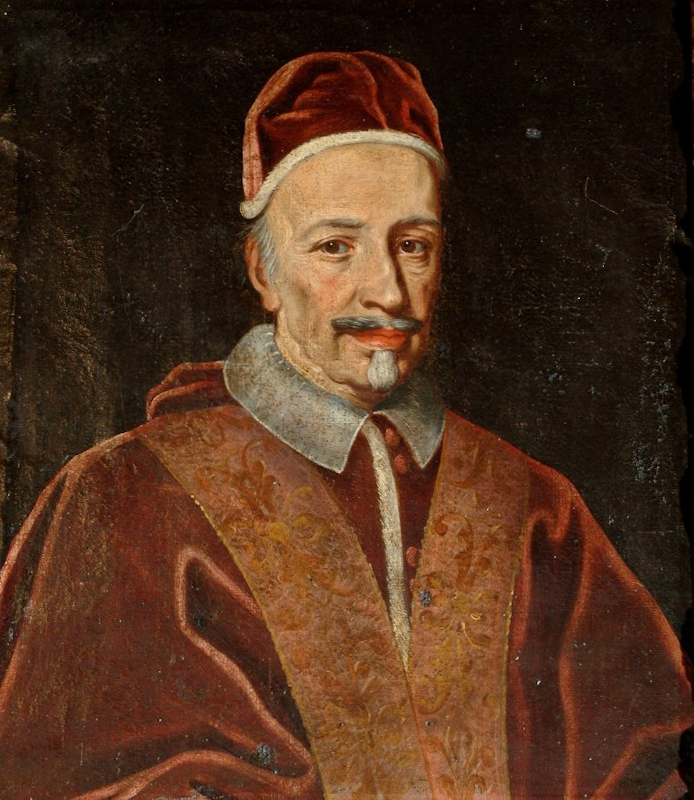
Innozenz XII.

Papst Innozenz XII. (1691–1700) kreierte 32 Kardinäle in vier Konsistorien.

## 12. Dezember 1695
- Giacomo Antonio Morigia
- Sebastiano Antonio Tanara
- Giacomo Boncompagni
- Giovanni Giacomo Cavallerini
- Federico Caccia
- Taddeo Luigi dal Verme
- Baldassare Cenci
- Tommaso Maria Ferrari OP
- Giuseppe Sacripante
- Celestino Sfondrati OSB
- Enrico Noris OSA
- Giambattista Spinola
- Domenico Tarugi
- Henri Albert de La Grange d’Arquien

## 22. Juli 1697
- Luiz de Sousa
- Giorgio Cornaro
- Pierre-Armand du Camboust de Coislin
- Alfonso Aguilar Fernández de Córdoba
- Vincenzo Grimani
- in pectore Fabrizio Paolucci

## 14. November 1699
- Niccolò Radulovich
- Giuseppe Archinto
- Andrea Santacroce
- Marcello d’Aste
- Daniello Marco Delfino
- Giovanni Maria Gabrielli O.Cist.
- in pectore Sperello Sperelli

## 16. Juni 1700
- Louis-Antoine de Noailles
- Johann Philipp von Lamberg
- Francisco Antonio de Borja-Centelles y Ponce de León